# Aguilar (Colorado)
Aguilar è un centro abitato (town) degli Stati Uniti d'America, situato nella contea di Las Animas dello Stato del Colorado. Nel censimento del 2000 la popolazione era di 593 abitanti.

## Geografia fisica
Secondo i rilevamenti dell'United States Census Bureau, Aguilar si estende su una superficie di 1,0 km².